# Arneis

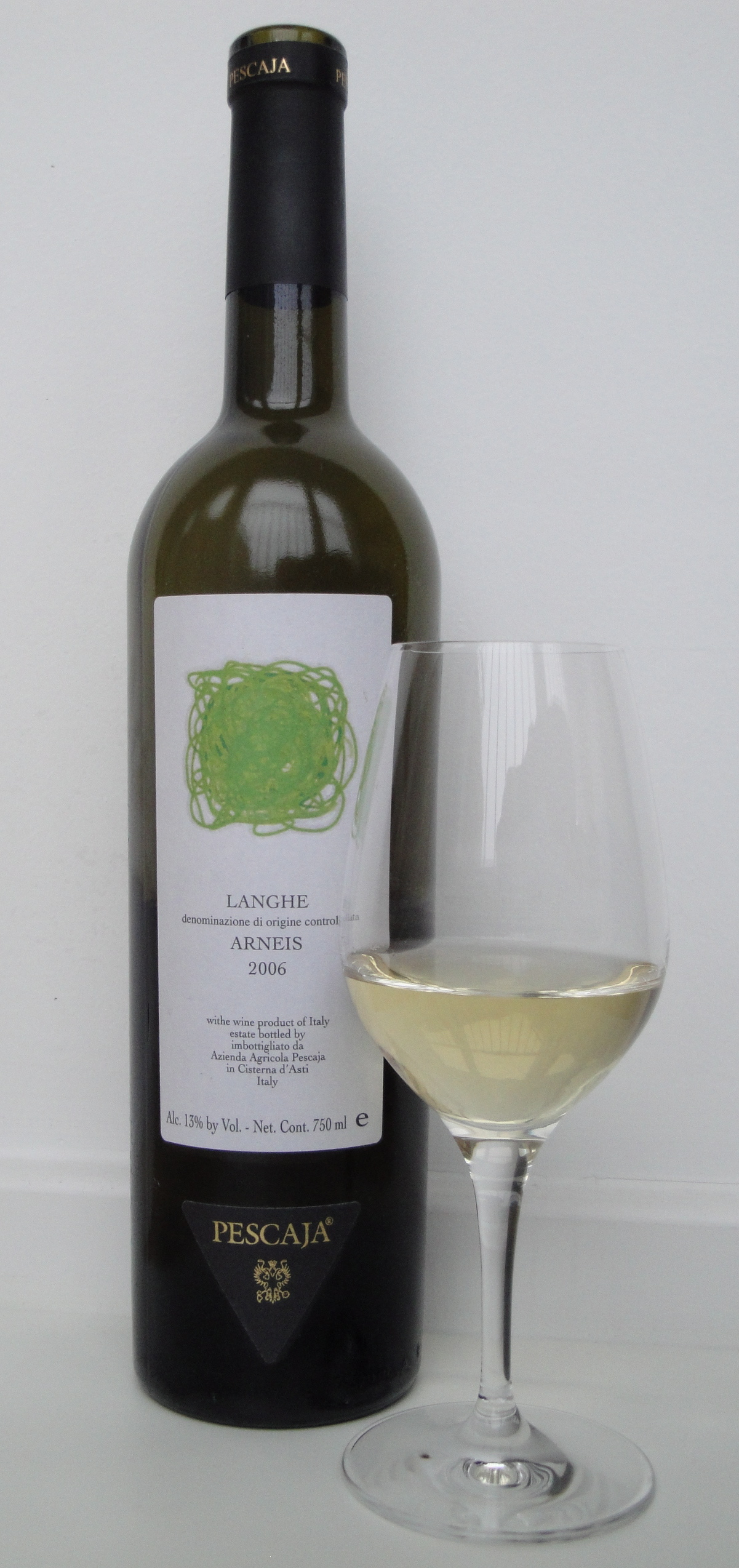
Langhe Arneis

Arneis ist eine weiße Rebsorte. Sie ist sehr alt und war schon im 15. Jahrhundert unter den Bezeichnungen Renesium und Ornesio bekannt. Sie wird in Italien ausschließlich im Piemont angebaut, weshalb sie auch als „Barolo bianco“ bezeichnet wird. Aus ihr werden in der Provinz Cuneo der säurearme DOCG-Wein Roero Arneis und in der Provinz Alba der DOC-Wein Langhe Arneis hergestellt. Kleine Bestände sind auch in Argentinien, Australien und den Vereinigten Staaten (dort insbesondere im Bundesstaat Oregon aber auch in Maryland sowie in den Herkunftsgebieten Paicines AVA, Santa Ynez Valley AVA und Russian River Valley AVA) bekannt.
Im lokalen Dialekt des Piemont bedeutet Arneis die kleine Schwierige. Sie galt bereits als fast ausgestorben, als sie in den 1990er-Jahren wiederentdeckt wurde und seitdem eine Renaissance erlebt. In der Vergangenheit diente die Sorte auch als Verschnittpartner des Nebbiolo. Die bestockte Fläche lag Anfang der 1990er-Jahre in der Provinz Cuneo bei 55 Hektar. Im Jahr 2006 wurden wieder nahezu 600 Hektar erhoben. Mit Aromen von Mandel, grünem Apfel, Birne und Melone muten die besseren Arneis-Weine wie eine Mischung von Gewächsen der Rebsorten Sauvignon Blanc und Viognier an.
Siehe auch die Artikel Weinbau in Argentinien, Weinbau in Australien, Weinbau in Italien und Weinbau in den Vereinigten Staaten sowie die Liste von Rebsorten.

## Synonyme
Die Rebsorte Arneis ist auch unter den Namen Bianchetta, Bianchetta d’Alba, Bianchetta di Alba, Bianchetto, Bianchetto Albese, Bianchetto di Alba, Bianchetto di Verzuelo und Nebbiolo Bianco bekannt.

## Ampelographische Sortenmerkmale
In der Ampelographie wird der Habitus folgendermaßen beschrieben:
- Die Triebspitze ist offen. Sie ist weißwollig behaart, mit karminrotem Anflug. Die Jungblätter sind leicht wollig behaart und von gelbgrünlicher Farbe.
- Die großen Blätter sind dick, drei- bis fünflappig und tief gebuchtet (siehe auch den Artikel Blattform). Die Stielbucht ist V-förmig offen. Das Blatt ist spitz gesägt. Die Zähne sind im Vergleich der Rebsorten mittelgroß.
- Die walzenförmige Traube ist meist geschultert, mittelgroß und dichtbeerig. Die rundlichen Beeren sind mittelgroß und von weißgelblicher Farbe.

Die Rebsorte Arneis reift ungefähr 30 Tage nach dem Gutedel. Sie zählt damit zu den spät reifenden Sorten. Sie ist wuchskräftig und ertragsreich. Sie ist jedoch anfällig gegen den Echten Mehltau. Neuere Klonselektionsprogramme konzentrieren sich oft auf pilzresistentere Varianten des Arneis. Sie ist eine Varietät der Edlen Weinrebe (Vitis vinifera). Sie besitzt zwittrige Blüten und ist somit selbstfruchtend. Beim Weinbau wird der ökonomische Nachteil vermieden, keinen Ertrag liefernde, männliche Pflanzen anbauen zu müssen.